# Ernst Buchalik
Ernst Buchalik (* 21. Februar 1905 in Rybnik; † 20. Jahrhundert) war ein deutscher Psychiater, der als Direktor der Heil- und Pflegeanstalt Loben an NS-Krankenmorden im Rahmen der „Kinder-Euthanasie“ beteiligt war.

## Leben
Buchalik absolvierte nach dem bestandenen Abitur ab 1925 ein Studium der Medizin an den Universitäten München und Breslau, das er 1930 mit Staatsexamen beendete. Nach dem Medizinalpraktikum in Hindenburg/Zabrze promovierte er 1931 in Breslau zum Dr. med. Ab 1931 war Buchalik an der Heil- und Pflegeanstalt Tost tätig.
Nach der Machtergreifung der Nationalsozialisten trat er zum 1. Mai 1933 der NSDAP bei (Mitgliedsnummer 3.532.445). Des Weiteren wurde er Mitglied bei der SA, wo er den Rang eines Sanitätssturmführers innehatte. Er war zudem NSDAP-Kreisleiter und Mitarbeiter beim Rassenpolitischen Amt der NSDAP. Ende 1938 wurde er zum Medizinalrat und im Juni 1940 zum Obermedizinalrat befördert.
Von Mitte September 1939 bis Mitte Januar 1945 war er Direktor der Heil- und Pflegeanstalt Loben. Ab 1942 begannen die Morde im Rahmen der „Kinder-Euthanasie“. Die Ärztin Elisabeth Hecker selektierte auf der von ihr geleiteten Aufnahmestation die eingewiesenen Kinder nach „sozialer Brauchbarkeit“. Jene Kinder, die nicht in Besserungsanstalten verlegt wurden, kamen mit Diagnosen wie „Schwachsinn“ oder Epilepsie auf die von Buchalik geleitete Abteilung B – die euphemistisch genannte „Kinderfachabteilung“, wo mittels tödlich wirkender Luminalgaben mindestens 221 Kinder ermordet wurden. Von den Toten wurden die Gehirne samt Befund an den Neurologieprofessor Viktor von Weizsäcker nach Breslau geschickt.
Zum Ende des Zweiten Weltkrieges setzte er sich vor der Einnahme Lobens durch die Rote Armee Mitte Januar 1945 in Richtung Westen ab und wurde in der Flüchtlingsbetreuung tätig. Ab Anfang September 1945 praktizierte er als niedergelassener Nervenarzt im thüringischen Greiz. Seinen Angaben zufolge wurde er zu dieser Zeit in der Sowjetischen Besatzungszone entnazifiziert und war in Polen ein gesuchter Kriegsverbrecher. Buchalik übernahm 1950 die Leitung des Greizer Cäcilienchors. Mitte Mai 1957 siedelte er in die Bundesrepublik über und war ab Mitte Juli 1957 als leitender Arzt an der Westfälischen Klinik Marsberg tätig.
Von 1965 bis 1974 wurde durch die Staatsanwaltschaft Dortmund gegen ehemalige Ärzte und Pfleger der Heil- u. Pflegeanstalt Lublinitz ein Ermittlungsverfahren eingeleitet. Die Ermittlungen wurden 1974 eingestellt.